# Campeonato Sul-Americano de Futebol Sub-15
O Campeonato Sul-Americano Sub-15 é uma competição de futebol criada e organizada pela Confederação Sul-Americana de Futebol (CONMEBOL) desde 2004 para jogadores com até 15 anos de idade. Na primeira edição a idade limite era até 16 anos.
Disputada a cada dois anos, segue os mesmos parâmetros dos campeonatos sub-17 e sub-20.

## Conquistas por país
| Seleção   | Campeão                          | Vice-campeão         | Terceiro lugar                         |
| --------- | -------------------------------- | -------------------- | -------------------------------------- |
| Brasil    | 5 (2005, 2007, 2011, 2015, 2019) | 2 (2009, 2017)       |                                        |
| Paraguai  | 3 (2004, 2009, 2023)             |                      | 3 (2005, 2017, 2019)                   |
| Argentina | 1 (2017)                         | 2 (2005, 2019)       | 6 (2004, 2007, 2011, 2013, 2015, 2023) |
| Peru      | 1 (2013)                         |                      | 1 (2017)                               |
| Colômbia  |                                  | 3 (2004, 2011, 2013) |                                        |
| Uruguai   |                                  | 2 (2007, 2015)       | 1 (2004)                               |
| Equador   |                                  | 1 (2023)             | 1 (2009)                               |